# セジャーナ
セジャーナ（Sežana、イタリア語:Sesana）は、スロベニアのカルスト地方の町であり、地方行政区画としての市でもある。
セジャーナはMitol, Jadran, Kras, Gold Club, Kraški zidar, Marmor...のような多数のスロベニア企業の工場があり、そして多数の小さな企業がある。

## 歴史
セジャーナはタボルという丘の上の砦があることで、原史時代よりそこに人々が生活していたことが分かる。その町について書物に初めて記されたのが1086年であり、アクイレイアを統治していたウルダリクの兄弟ヘンリクがロジャシュキ修道院にセジャーナを含むいくつかの領地を譲渡したという内容である。
セジャーナは長い間カルスト地方のただの一部に過ぎなかった。しかし、庶民がペタチ伯爵のヴレムスカ谷にある城、ザヴルシュニク城を燃やしてしまったため、ペタチ伯爵は行政機関をセジャーナに移したことから、18世紀から19世紀に重要な都市となった。18世紀の始めに、ウィーン・トリエステ間が開通したことにより、その周辺には牧舎や酒場が多く立ち並んだ。